# Камени, Джуниор
Херман Джуниор Камени (фр. Herman Junior Kameni; род. 14 мая 2001) — камерунский футболист, нападающий эмиратского клуба «Шарджа».

## Карьера
Футбольную карьеру начал в 2020 году в составе клуба ФЮС.
1 декабря 2020 года на правах аренды стал игроком марокканского клуба «Юнион де Туарга».
11 сентября 2021 года в матче против клуба «Шабаб Мохаммедия» дебютировал в чемпионате Марокко (0:2).
1 февраля 2024 года на правах аренды перешёл в датский клуб «Нествед».
29 июля 2024 года перешёл в казахстанский клуб «Кайсар». 18 августа 2024 года в матче против клуба «Актобе» дебютировал в чемпионате Казахстана (1:1).

## Клубная статистика
| Игровая карьера | Игровая карьера | Игровая карьера | Лига | Лига | Кубок | Кубок | Межд. | Межд. | Др. | Др. |
| --------------- | --------------- | --------------- | ---- | ---- | ----- | ----- | ----- | ----- | --- | --- |
| 2021/22         | ФЮС             | А               | 19   | 5    | 4     | 1     | —     | —     | —   | —   |
| 2022/23         | ФЮС             | А               | 19   | 3    | —     | —     | —     | —     | —   | —   |
| 2024            | Кайсар          | А               | 9    | 1    | —     | —     | —     | —     | —   | —   |